# María Pilar Moneva
María Pilar Moneva de Oro (Zaragoza, 1902-Zaragoza, 18 de abril de 1980) fue una bibliotecaria y archivera española, Directora de la Biblioteca Universitaria de Zaragoza.

## Trayectoria
Hija de Concepción de Oro y Castro y Juan Moneva y Puyol (1871-1951). Su padre fue jurista, catedrático de Derecho de la Universidad de Zaragoza, académico, político aragonesista y presidente del Estudio de Filología Aragonesa. Moneva se matriculó en la Facultad de Filosofía y Letras de la Universidad de Zaragoza para cursar estudios de Geografía e Historia entre 1913 y 1920, y fue una de las primeras licenciadas de esta universidad.
Trabajó en un Diccionario de Voces Aragonesas junto a  María Pilar Lamarque y María Moliner, un proyecto promovido por el Estudio de Filología de Aragón.
Ingresó en el Cuerpo Facultativo de Archiveros, Bibliotecarios y Arqueólogos. En 1930, en comisión de servicios, se incorporó a la Biblioteca Universitaria de Zaragoza, tras una permuta se quedó en esta biblioteca. Accedió a la dirección y se jubiló en ella.
Falleció en Zaragoza el 18 de abril de 1980.